# Đảo Codfish
Đảo Codfish hoặc Khiua Houis là một hòn đảo nhỏ (14 km2 hoặc 5,4 dặm vuông) nằm ở phía tây của Đảo Stewart / Rakiura ở phía nam New Zealand. Nó đạt đến độ cao 250 m (820 ft) gần bờ biển phía nam.
Tên tiếng Anh dùng để chỉ cá tuyết xanh đặc hữu hoặc rawaru / pakirikiri, được đánh bắt thương mại ở vùng biển xung quanh bằng cách nhốt trong chậu mồi. Khiua Hou có nghĩa là "vùng đất mới" trong tiếng Maori. Đảo Codfish là nơi sinh sống của Sirocco, một loại kakapo nổi tiếng quốc tế, một loài vẹt quý hiếm.